# Mật nghị Hồng y tháng 8 năm 1978
Mật nghị Hồng y tháng 8 năm 1978, là mật nghị Hồng y đầu tiên trong hai mật nghị được tổ chức trong năm 1978, đã được triệu tập sau cái chết của Giáo hoàng Phaolô VI vào ngày 6 tháng 8 năm 1978 tại Castel Gandolfo. Sau khi các đại cử tri hồng y tụ họp tại Rome, họ chọn Hồng y Albino Luciani - Thượng phụ thành Venice, trở thành tân giáo hoàng mới sau bốn vòng bỏ phiếu. Ông chấp nhận các cuộc bầu cử và chọn tông hiệu giáo hoàng là Gioan Phaolô I.

## Tiến hành Mật nghị
Mật nghị được tổ chức trong hai ngày, từ ngày 25 tháng 8 đến ngày 26 tháng 8 năm 1978 tại nhà nguyện Sistine ở Vatican. Nhật trình ngày 25 tháng 8 năm 1978 bao gồm một Thánh Lễ tại Vương cung Thánh đường Thánh Phêrô của các đại cử tri hồng y để được hướng dẫn của Thiên Chúa trong công việc của mình để bầu người kế nhiệm Giáo hoàng Phaolô VI. Sáu giờ sau đó, các vị hồng y tiến vào nhà nguyện Sistine trong khi ca đoàn nhà thờ hát bài thánh ca Veni Creator Spiritus. Đức ông Virgilio Noè, Trưởng bộ nghi lễ, đã cho lệnh truyền thống của Extra omnes  ("Tất cả mọi người ra ngoài!"), Các cửa đều bị khóa, và sau đó các mật nghị chính thức bắt đầu.

## Các đại cử tri và các cuộc bỏ phiếu
| Ngày | Vòng bỏ phiếu | Kết quả                |
| ---- | ------------- | ---------------------- |
| 1    | 1             | Chưa có tân Giáo hoàng |
| 2    | 2             | Chưa có tân Giáo hoàng |
| 2    | 3             | Chưa có tân Giáo hoàng |
| 2    | 4             | Tân giáo hoàng đắc cử  |

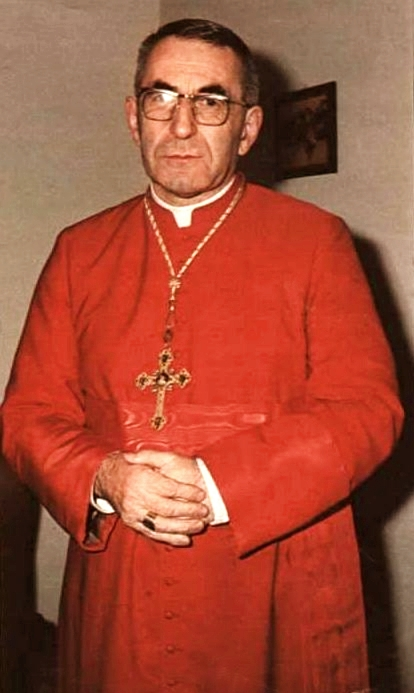
Hồng y Luciani

Bởi vì hội nghị đã diễn ra trong suốt mùa hè và không có cửa sổ được phép được mở trong nhà nguyện, cái nóng gần như không thể chịu nổi. Thời tiết quá nóng, ngay cả bên ngoài các mật nghị hồng y, Hồng y người  Mỹ John Cody đã dùng ba vòi hoa sen riêng trong một đêm để làm mát mình. Tính đến thời điểm này, các hội nghị của tháng 8 năm 1978 là lớn nhất từng được tổ chức. Vì vậy, để thích ứng với cử tri, các ngai vàng lá truyền thống đã được thay thế bằng mười hai bàn dài. Karol Wojtyla, Aloisio Lorscheider, và Bernardin Gantin bị cáo buộc từng là những người thăm dò trong bỏ phiếu.
Các hồng y cử tri không phải tìm kiếm một Hồng y theo lối Curial, mà là một người nồng nhiệt, thực hiện việc mục vụ theo hướng của Cố Giáo hoàng Gioan XXIII. Họ cũng muốn giáo hoàng là người Ý, gây ảnh hưởng chính trị với Italia. Trong số các papabili, hoặc các ứng viên có khả năng được bầu giáo hoàng, là Giuseppe Siri của Genoa, Corrado Ursi của Naples, và Giovanni Benelli của Florence. Tuy nhiên, Albino Luciani thực sự quý mến và với tước vị Thượng Phụ thành Venice, ông cuối cùng được chọn làm ứng cử viên của sự thỏa hiệp sau bốn vòng bỏ phiếu; Trong vòng thứ ba, Johannes Willebrands và António Ribeiro, 2 hồng y ngồi ở hai bên Albino Luciani về nhóm Venetian, thì thầm những lời khuyến khích với ông khi ông tiếp tục để nhận được nhiều phiếu. Hồng y Jaime Sin nói với Luciani "Bạn sẽ là Tân giáo hoàng". Luciani trước đó đã nói với thư ký riêng là ông sẽ từ chối ngôi vị giáo hoàng nếu được bầu, Sau khi Hồng y Jean-Marie Villot chính thức hỏi liệu ông chấp nhận cuộc bầu cử của mình thì Luciani khiêm tốn kêu lên, "Xin Chúa tha thứ cho những gì bạn đã làm," và chấp nhận cuộc bầu cử của ông. Trong danh dự của hai người tiền nhiệm trước mắt của ông, ông chọn tông hiệu là Gioan Phaolô I. Sau cuộc bầu cử, khi Hồng y Sin tỏ lòng tôn kính, Tân Giáo hoàng mới nói: "Ngài như một tiên tri, nhưng triều đại của tôi sẽ là một triều đại ngắn''.

Habemus Papam Tân giáo hoàng Gioan Phaolô I

Ngày 26 tháng 8 năm 1978 lúc 06:24 giờ địa phương (04:24 UTC), các dấu hiệu đầu tiên của khói có màu sắc biểu thị sự thành công hay thất bại của một cuộc bầu cử từ ống khói của nhà nguyện Sistine xuất hiện. Tuy nhiên, nó không rõ ràng mà màu khói trong hơn một giờ; một số các hồng y đã đích thân gửi ghi chú của mình và tờ kiểm đếm trong bếp, gây ra khói đen sau khi khói trắng đã xuất hiện. Hồng y Pericle Felici,  bước ra ban công của Vương cung thánh đường Thánh Phêrô và chuyển giao công bố Habemus Papam trong tiếng Latinh, tuyên bố cuộc bầu cử chọn Hồng y Luciani trở thành tân Giáo hoàng. 
Anuntio vobis gaudium magnum:

Habemus Papam;

Eminentissimum ac Reverendissimum Dominum,

Dominum Albinum Sanctæ Romanæ Ecclesiæ Cardinalem Luciani

Qui sibi nomen imposuit Ioannis Pauli primi

Có thể dịch sang tiếng Anh là:
I announce to you a great joy:
We have a Pope!
The Most Eminent and Most Reverend Lord,
Lord Albino Cardinal of the Holy Roman Church Luciani
Who take himself to the name John Paul I
Tân giáo hoàng Gioan Phaolô I sau đó đã xuất hiện trên ban công, ngay sau khi vào trong tiếng vỗ tay của khán giả vẫn rất lớn mà ông đã buộc phải xuất hiện một lần nữa.
Hội nghị này là không bình thường trong thực tế có sự có mặt của Giáo hoàng tương lai Gioan Phaolô II và Biển Đức XVI cũng đã có mặt. Điều này đã làm cho các hội nghị đầu tiên kể từ năm 1721, trong đó ba vị giáo hoàng tương lai tham gia, và lần đầu tiên kể từ năm 1829, trong đó đã có nhiều hơn một giáo hoàng tương lai.

## Hội đủ điều kiện để bỏ phiếu và bị cáo buộc kết quả
Một số tác giả đã cung cấp những gì họ yêu cầu để có những tổng số phiếu biểu quyết tại các hội nghị. Mặc dù bằng chứng này phải được xem như là có vấn đề, tuy thế nó không thể bị bác bỏ. Thông tin chi tiết của một hội nghị không thể được tiết lộ bởi những người tham gia phải chịu hình phạt vạ tuyệt thông, nhưng đây là hội nghị đầu tiên có loại trừ các hồng y ở độ tuổi trên 80 (không thuộc diện đã được ấn định bởi Giáo hoàng Phaolô VI vào năm 1970). Hồng y trên 80 vẫn được phép tham gia vào các cuộc họp trù bị, nhưng trong quá trình bầu cử năm 1978, họ đã không cần thiết để có những lời tuyên thệ cùng bí mật như các cử tri. Có thể là một trong những hồng y người cao tuổi có thể đã tiết lộ những điều mà họ đã chứng kiến, mặc dù sau khi các cuộc họp trù bị đã qua các vị hồng y quá tuổi không được vào hội nghị. Ngoài ra, các hồng y dưới 80 không được yêu cầu phải tiêu huỷ tất cả các ghi chú họ mất trong mật nghị.
Theo quy định giới thiệu cho các hội nghị năm 2005, hồng y trên 80 đã được yêu cầu để có những lời tuyên thệ cùng bí mật nếu họ muốn tham gia vào các cuộc họp trù bị. Tất cả các đại cử tri hồng y được yêu cầu giao nộp bất kỳ ghi chú họ có thể đã thực hiện để được đốt cháy cùng với các lá phiếu.

### Kết quả bỏ phiếu theo sách của Yallop
Như đã trình bày bởi David Yallop trong trong cuốn sách ''In God's name'' (ISBN 0-553-05073-7), một cuốn sách mà tuyên bố rằng John Paul I đã bị ám sát:
- Vòng bỏ phiếu đầu tiên: Siri 25, Luciani 23, Pignedoli 18, Lorscheider 12, Baggio 9, các ứng viên khác 24.
- Vòng bỏ phiếu thứ hai:  Siri 35, Luciani 30, Pignedoli 15, các ứng viên khác 18.
- Vòng bỏ phiếu thứ ba: Luciani 68, Siri 15, Pignedoli 10, các ứng viên khác 18.
- Vòng bỏ phiếu thứ tư: Luciani 99, Siri 11, Lorscheider 1 (phiếu của Hồng y Luciani).

### Kết quả bỏ phiếu theo sách của Burkle-Young
Theo sách của Francis A. Burkle-Young ''Passing the Keys'' (ISBN 1-56833-130-4):
- Vòng bỏ phiếu đầu tiên: Siri 25, Luciani 23, Pignedoli 18, Baggio 9, König 8, Bertoli 5, Pironio 4, Felici 2, Lorscheider 2, và 15 ứng viên khác.
- Vòng bỏ phiếu thứ hai: Luciani 53, Siri 24, Pignedoli 15, Lorscheider, Baggio, Cordeiro, Wojtyła 4, Felici 3.
- Vòng bỏ phiếu thứ ba: Luciani 92,[cần xác nhận kết quả bỏ phiếu] Pignedoli 17, Lorscheider 2.
- Vòng bỏ phiếu thứ tư: Luciani 102, Lorscheider 1 (phiếu của Luciani), Nemini (không một ai) 8.

### Kết quả bỏ phiếu theo sách của Thomas-Witts
Dựa vào sách của  Gordon Thomas và Max Morgan-Witts in PONTIFF (ISBN 0-451-12951-2):
- Vòng bỏ phiếu thứ nhất: giống như sách của Burkle-Young's trừ  5 phiếu cho Pironio, 14 ứng cử viên khác mỗi người 1 phiếu.
- Vòng bỏ phiếu thứ hai: Luciani 46, Pignedoli 19, Lorscheider 14, Baggio 11, Bertoli 4, số khác không rõ.
- Vòng bỏ phiếu thứ ba: Luciani 66, Pignedoli 21, Lorscheider 1 (phiếu bởi Aramburu), số khác không rõ.
- Vòng bỏ phiếu thứ tư: Luciani 96, Pignedoli 10, Lorscheider 1 (phiếu bởi Aramburu).

Tiểu sử David Allen White của truyền thống Pháp báo cáo rằng Tổng giám mục đối lập Marcel Lefebvre đã được cho là đã nhận được một số lượng nhỏ các phiếu trong cuộc bỏ phiếu kín (khác nhau như báo cáo là ba hoặc "một số"), gây sửng sốt trong số các hồng y. Lefebvre không phải là một hồng y, và đúc một cuộc bỏ phiếu cho một phi hồng y trong một cuộc bầu cử giáo hoàng là rất bất thường, mặc dù Giáo luật không cấm (được tấn phong Giám mục là một yêu cầu phải có để được vinh thăng Hồng y (Điều 351 §1) nhưng ông đã không được chọn làm Giáo hoàng) .

## Hồng y trên 80 tuổi khi bắt đầu Mật nghị Hồng y 1978
Đây là một danh sách của các hồng y Công giáo Rôma ở độ tuổi trên 80 là khi Giáo hoàng Phaolô VI qua đời vào ngày 06 tháng 8 năm 1978. Như vậy, họ đã không đủ điều kiện để bỏ phiếu trong mật nghị Giáo hoàng bắt đầu từ ngày 25 Tháng 08 năm 1978 để bầu người kế nhiệm Phaolô VI theo tự sắc proprio Ingravescentem aetatem, ban hành ngày 21 tháng 11 năm 1970 và các tông hiến Romano Pontifici Eligendo ban hành ngày 01 Tháng 10 năm 1975.
Bởi vì Giáo hoàng Gioan Phaolô I qua đời chỉ sau ba mươi ba ngày trong văn phòng mà không vinh thăng bất kỳ một hồng y nào, và không ai trong số các hồng y đã đủ điều kiện để bỏ phiếu đủ tám mươi tuổi giữa bầu cử John Paul I và đầu mật nghị thứ hai vào ngày 14 Tháng 10 năm 1978 rằng bầu làm Giáo hoàng John Paul II, danh sách các quá tuổi hồng y cho hai 1978 Mật nghị là giống hệt nhau.
Các hồng y không đủ điều kiện để tham gia vào hai Mật nghị Hồng y năm 1978 vì họ ít nhất đủ tám mươi tuổi được liệt kê dưới đây, được sắp xếp bởi ngày thăng hồng y.

### Hồng y vinh thăng bởi Giáo hoàng Piô XII
- Ngày 18 tháng 2 năm 1946
  - Carlos Carmelo Vasconcellos Motta, Tổng giám mục Aparecida
  - Josef Frings, Nguyên Tổng giám mục Cologne
  - Antonio Caggiano, Nguyên Tổng giám mục of Buenos Aires
- Ngày 12 tháng 1 năm 1953
  - James Francis McIntyre, Nguyên Tổng giám mục Los Angeles
  - Alfredo Ottaviani, Chủ tịch Danh dự Bộ giáo lý Đức Tin.

### Các hồng y được vinh thăng bởi Giáo hoàng Gioan XXIII
- Ngày 15 tháng 12 năm 1958
  - Carlo Confalonieri, Giám mục Ostia và Palestrina, Tổng linh mục của Thánh đường Liberian, và Hồng y Niên trưởng.
  - Antonio María Barbieri, O.F.M., Nguyên Tổng giám mục Montevideo
  - Alberto di Jorio
- ngày 14 tháng 12 năm 1959
  - Paolo Marella, giám mục hiệu toà ngoại ô của Porto e ở Santa Rufina, Tổng linh mục nhà thờ Vatican, phân khoa của Đại học Sacred Hồng y đoàn.

### Các hồng y vinh thăng bởi Giáo hoàng Phaolô VI
- Ngày 22 tháng 2 năm 1965
  - Jozef Slipyj, Tổng giám mụcLviv of the Ukraines (các nhà sử học cho rằng Slipyj được chọn làm Hồng ''in pectore'' vào ngày 28 tháng 3 năm 1960, nhưng không được công bố sau cái chết của Giáo hoàng Gioan XXIIII năm 1963)
  - Lawrence Joseph Shehan, Nguyên Tổng giám mục Baltimore
- ngày 26 tháng 6 năm 1967
  - Patrick Aloysius O'Boyle, Nguyên Tổng giám mục Washington, D.C.
  - Pietro Parente
- ngày 28 tháng 4 năm 1969
  - Miguel Darío Miranda y Gómez, Nguyên Tổng giám mục Mexico City
- ngày 5 tháng 3 năm 1973
  - Ferdinando Giuseppe Antonelli, O.F.M

## Links
- The Conclave: ngày 25 tháng 8 năm 1978 - ngày 26 tháng 8 năm 1978 Lưu trữ ngày 8 tháng 11 năm 2017 tại Wayback Machine
- How a Pope is Elected
- A Swift, Stunning Choice Lưu trữ ngày 24 tháng 5 năm 2011 tại Wayback Machine

| Thời gian        | 2 ngày                |
| Số vòng bỏ phiếu | 4                     |
| Tổng ứng viên    | 111                   |
| ---------------- | --------------------- |
| Châu Phi         | 13                    |
| Châu Mỹ Latinh   | 19                    |
| Bắc Mỹ           | 11                    |
| Châu Á           | 8                     |
| Châu Âu (trừ Ý)  | 56                    |
| Châu Đại Dương   | 4                     |
| Ý                | 26                    |
| Cố giáo hoàng    | PHAOLÔ VI (1963–1978) |
| Tân giáo hoàng   | GIOAN PHAOLÔ I (1978) |